# Lâu đài Tenczyn
Lâu đài Tenczyn, còn được gọi là Lâu đài Tęczyn, là một lâu đài thời trung cổ ở Jura Ba Lan, tại làng Rudno, Ba Lan. Nó được xây dựng như một cơ ngơi của gia đình Tęczyński đầy quyền lực. Lâu đài sụp đổ trong trận đại hồng thủy vào giữa thế kỷ XVII, sau khi bị lực lượng Thụy Điển - Brandenburgian tìm kiếm và bảo vệ vương miện Ba Lan và kho báu của gia đình Tczyński. Sau đó, được xây dựng lại, sau một vụ hỏa hoạn vào giữa thế kỷ XVIII, nó lại rơi vào tình trạng hư hỏng và vẫn ở trong tình trạng đó cho đến ngày nay.
Lâu đài nằm trên những tảng đá còn sót lại của dòng dung nham Permi, tạo thành ngọn đồi cao nhất của Garb Tenczyński (Castle Hill 411 m so với mực nước biển).

## Lịch sử
Tên của lâu đài xuất phát từ tên của con gái Tynek Starża. Theo truyền thuyết, ông đến đây vào thế kỷ thứ IX, thành lập Tyniec và xây dựng một lâu đài cho con gái Tcza (Rainbow). Lần đầu tiên đề cập đến thành trì là vào ngày 24 tháng 9 năm 1308, khi vua Władysław I Elbow-high, người đang săn bắn trong rừng "ở Thanczin", đã cấp bằng tốt nghiệp cho tu viện Cistercian ở Sulejów. Người ta tin rằng cấu trúc bằng gỗ đầu tiên được xây dựng vào khoảng năm 1319 bởi Jan Nawój ở Morawica, Castellan of Cracow. Ông cũng đã xây dựng tòa tháp lâu đài lớn nhất, ngày nay gọi là tháp Nawojowa. Lâu đài thời trung cổ bao gồm ba tòa tháp gothic tròn bổ sung. Mở rộng hơn nữa được thực hiện bởi con trai của Jan, Jędrzej, thống đốc của Cracow và Sandomierz. Ông dựng lên phần phía đông bắc của công trình, nơi ông sống, chết ở đó vào năm 1368; ông cũng được biết đến như là người đầu tiên lấy tên Tęczyński. Con trai của Jędrzej, Jasko đã làm mới và mở rộng đáng kể lâu đài, và thành lập một nhà nguyện. Các ghi chép được ghi nhận đầu tiên liên quan trực tiếp đến các lâu đài từ thời kỳ này. Nhà vua Władysław Jagiełło đã giam cầm một số tù nhân Teutonic quan trọng, bị bắt trong Trận Grunwald trong lâu đài. Để kỷ niệm sự kiện này, một trong những tháp pháo của lâu đài được gọi là Grunwaldzka. 

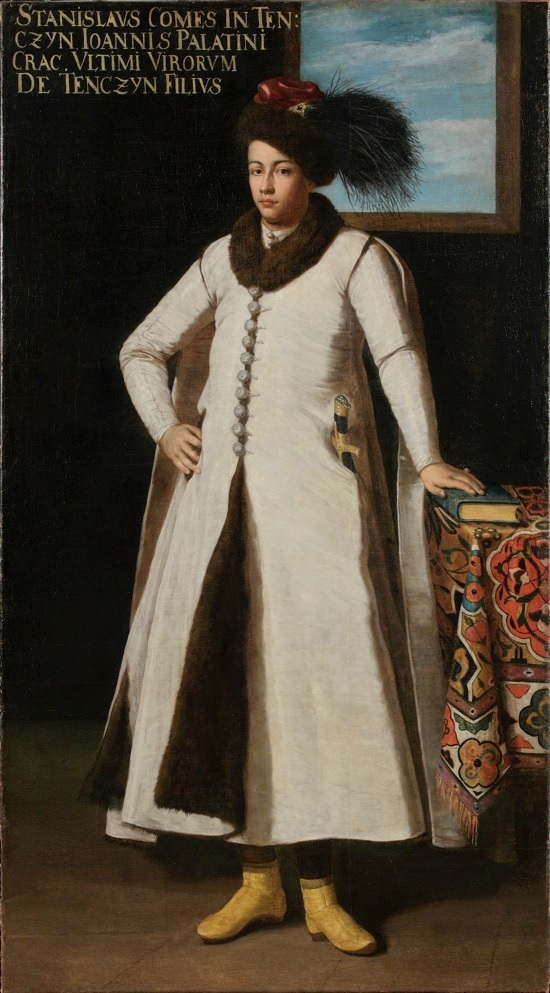
Chân dung Stanisław Tęczyński của Tommaso Dolabella, 1633. Bức tranh là một trong những bức chân dung từ phòng trưng bày của lâu đài.

Trong một thời gian ngắn, gia đình Tęczyński đã vươn lên tầm quan trọng lớn ở Ba Lan, nắm giữ 45 bất động sản, trong đó có 15 tòa nhà gần lâu đài. Vào khoảng giữa thế kỷ XVI, lâu đài thường được Mikołaj Rej, Jan Kochanowski, Piotr Kochanowski và các nhân vật quan trọng khác của thời Phục hưng Ba Lan lui tới. Theo Bartosz Paprocki, vào năm 1570, Jan Tęczyński, Castellan của Wojnicz "với chi phí lớn đã xây dựng một lâu đài mới ở Tęczyn". Cấu trúc theo phong cách mới có ba cánh với một sân trung tâm mở về phía tây và được trang trí với gác mái, các góc và các cung điện thời Phục hưng. Nó cũng được bao quanh bởi một bức tường rèm ở phía bắc, được tăng cường với một lối vào pháo đài (man rợ). Hai pháo đài hình ngũ giác được dựng lên ở phía nam. Sau khi xây dựng lại, lâu đài có hình dạng của một đa giác không đều, dài hơn 140 m từ đông sang tây và 130 m từ bắc xuống nam. Những khu vườn và vườn nho của Ý trải dài bên dưới lâu đài. Chi phí lớn cuối cùng cho lâu đài là việc xây dựng lại nhà nguyện lâu đài, được Agnieszka Firlejowa née Tęczyńska hoàn thành vào đầu thế kỷ XVII. Năm 1637, Jan Magnus Tęczyński, đại diện cuối cùng của gia đình, đã chết trong lâu đài. Con gái duy nhất của ông, Izabela kết hôn với Lukasz Opalinski.
Năm 1655, trong thời kỳ đại hồng thủy, tin đồn được lan truyền rằng Jerzy Sebastian Lubomirski, Đại nguyên soái của Vương miện đã giấu Vương miện đá quý Ba Lan trong Lâu đài Tenczyn. Các lực lượng Thụy Điển - Brandenburg do Kurt Christoph von Königsmarck lãnh đạo đã chiếm được lâu đài chống lại một hàng phòng thủ do đội trưởng Jan Dziula chỉ huy và tàn sát tất cả những người bảo vệ nó. Khi không tìm thấy kho báu, họ rời khỏi pháo đài và đốt nó vào tháng 7 năm 1656. Sau Đại hồng thủy, lâu đài phần lớn được xây dựng lại và có một phần có người ở. Vào đầu thế kỷ XVIII, các điền trang của Tenczyn đã truyền lại cho Adam Mikołaj Sieniawski, sau đó là Hoàng tử August Aleksander Czartoryski, người đã kết hôn với con gái duy nhất của Sienia là Maria Zofia, cuối cùng được truyền lại cho con gái của ông là Izabela Lubomirska. Sau vụ hỏa hoạn năm 1768, công trình ngày càng rơi vào tình trạng hư hỏng. Năm 1783, hài cốt của Jan Magnus Tęczyński đã được chuyển từ nhà nguyện lâu đài đến một ngôi mộ mới trong Nhà thờ Thánh Catherine ở Tenczynek. Năm 1816, lâu đài trở thành tài sản của gia đình Potocki và nằm trong tay họ cho đến khi Thế chiến II bùng nổ vào năm 1939.